# Pierre Bergé (Physiker)
Pierre Bergé (* 16. September 1934 in Pau; † 4. September 1997 in Paris) war ein französischer Experimentalphysiker, der die Chaos-Physik erforschte.

## Biographie
Bergé studierte Physik an der École Centrale in Nantes. Danach war er während seiner gesamten Karriere (ab 1957) am Kernforschungszentrum in Saclay des Commissariat à l'énergie atomique. Von 1979 bis 1990 war er dort Leiter der Abteilung Kondensierte Materie und von 1991 bis 1994 des umbenannten Départments für kondensierte Materie, Atome und Moleküle. Er war auch in nationalen Programmen zur Verbesserung der Physikdidaktik engagiert.
Bergé beschäftigte sich mit chaotischen dynamischen Systemen und Turbulenz, unter anderem im Rayleigh-Benard-Experiment, wo er mit anderen Forschern verschiedene Intermittenz-Übergange zum Chaos entdeckte.
1974 erhielt er den Prix Louis Ancel und 1990 den Gentner-Kastler-Preis, beide von der der Société française de physique vergeben. 1995 erhielt er den von der CEA gestifteten Prix science et innovation.

## Schriften
- mit Yves Pomeau, Monique Dubois-Gance: Des rythmes au Chaos. 1994, ISBN 2-7381-0234-4
- Herausgeber: Les Chaos. Eyrolles 1988 (darin sein Aufsatz mit Dubois über das Rayleigh-Benard System)
- mit Pomeau, Christian Vidale: L’Ordre dans le chaos: vers un approche deterministe de la turbulence. Hermann 1984, ISBN 2-7056-5980-3; englisch: Order within Chaos. Wiley 1986
- mit Pomeau, Vidale: L’espace chaotique. 1998, ISBN 2-7056-6345-2